# Umbra Jumdail
Umbra Jumdail (? - 2 février 2012), également connu sous les noms de Gumbahali Jumdail et  d'Abu Pula, est un islamiste philippin et un important cadre du groupe armé Abu Sayyaf. Ses connaissances en médecine et les soins qu'il dispensait à des militants blessés et à des villageois lui ont valu le surnom de Dr Abu. 
Il était recherché pour son implication dans l'enlèvement de trois soigneurs de la Croix-Rouge en 2009 et celui de 17 philippins et de trois américains à la station touristique Dos Palmas en 2001. Le gouvernement américain (US Department of State) offrait une prime de 140 000 dollars pour sa capture.

## Biographie
Il rejoint les rangs d'Abu Sayyaf, alors dirigé par Abdurajak Abubakar Janjalani, au cours des années 1990. Certaines sources le présentent comme l'un des cofondateurs du groupe. D'autres affirment qu'il était à l'origine un membre du Front Moro de Libération nationale (MNLF), qu'il quitte en 1996 après la signature d'un traité de paix entre les séparatistes et le gouvernement philippin qu'il désapprouvait. Il se rallie à Abu Sayyaf, faction islamiste indépendante, composée de militants philippins ayant pour la plupart combattu les Soviétiques en Afghanistan. 
Contrairement à d'autres commandants militaires d'Abu Sayyaf craints pour leur violence, Umbra Jumdail bénéficiait d'un large soutien dans les campagnes. Les soins médicaux qu'il apporte aux populations rurales démunies le rendent populaire parmi les villageois et lui valent le surnom de "Dr Abu". 
Le témoignage de Lady Ann Sahidulla, vice-gouverneur de la province de Jolo ayant négocié la libération de trois otages de la Croix-Rouge retenus captifs par des militants d'Abu Sayyaf en 2009, confirme les compétences médicales d'Umbra Jumdail, indiquant que les villageois malades étaient soignés dans la jungle, parmi les rebelles. 
Un commandant d'Abu Sayyaf capturé par les autorités décrit Jumdail comme un "Robin des bois" local qui apportait son soutien aux populations musulmanes pauvres pour gagner leur loyauté. Leur soutien lui permit d'échapper pendant plusieurs années aux opérations militaires menées contre les membres de son groupe. 
Le 20 septembre 2009, il échappe à une tentative d'arrestation de l'armée philippine menée dans la province de Sulu dans le cadre d'une opération qui le visait de même qu'Albader Parad, commandant militaire et Isnilon Totoni Hapilon, no 2 présumé d'Abu Sayyaf.
Le 21 février 2010, son jeune frère, Abdulhan Jumdail, meurt dans un raid de l'armée philippine à Maimbung dans la province de Sulu. Son neveu, Simal Abtong, figure parmi les six militants islamistes tués au cours de l'opération qui a également entraîné la mort d'Albader Parad.

## Décès
Il meurt le 2 février 2012 avec son fils dans un raid des forces armées philippines lancé dans la ville de Parang, dans la province de Sulu. L'opération cause la mort de 15 militants islamistes. Son corps a été formellement identifié et enterré.
L'opération visait également le Malaisien Zulkifli Hir (en) alias "Marwan" et le Singapourien Abdullah Ali alias "Muawiyah", deux membres de l'organisation islamiste Jemaah Islamiyah soupçonnés de se trouver sur les lieux de l'attaque. Les corps n'ont cependant pas été retrouvés pour que des analyses ADN puissent confirmer leur décès.
Des sources ont affirmé qu'Umbra Jumdail projetait de mener des attaques peu de temps avant son décès. D'autres indiquent que les militaires philippins auraient bénéficié de l'aide de la population locale pour éliminer le militant islamiste. Les combattants d'Abu Sayyaf ayant échappé à l'attaque soupçonnent des villageois de s'être présentés chez Umbra Jumdail, prétendument pour y recevoir des soins. Ils seraient ensuite partis en laissant un traceur qui aurait permis aux militaires de remonter la piste du militant.